# Matsumuraja taisetsusana
Matsumuraja taisetsusana är en insektsart. Matsumuraja taisetsusana ingår i släktet Matsumuraja och familjen långrörsbladlöss. Inga underarter finns listade i Catalogue of Life.